# 高売布神社

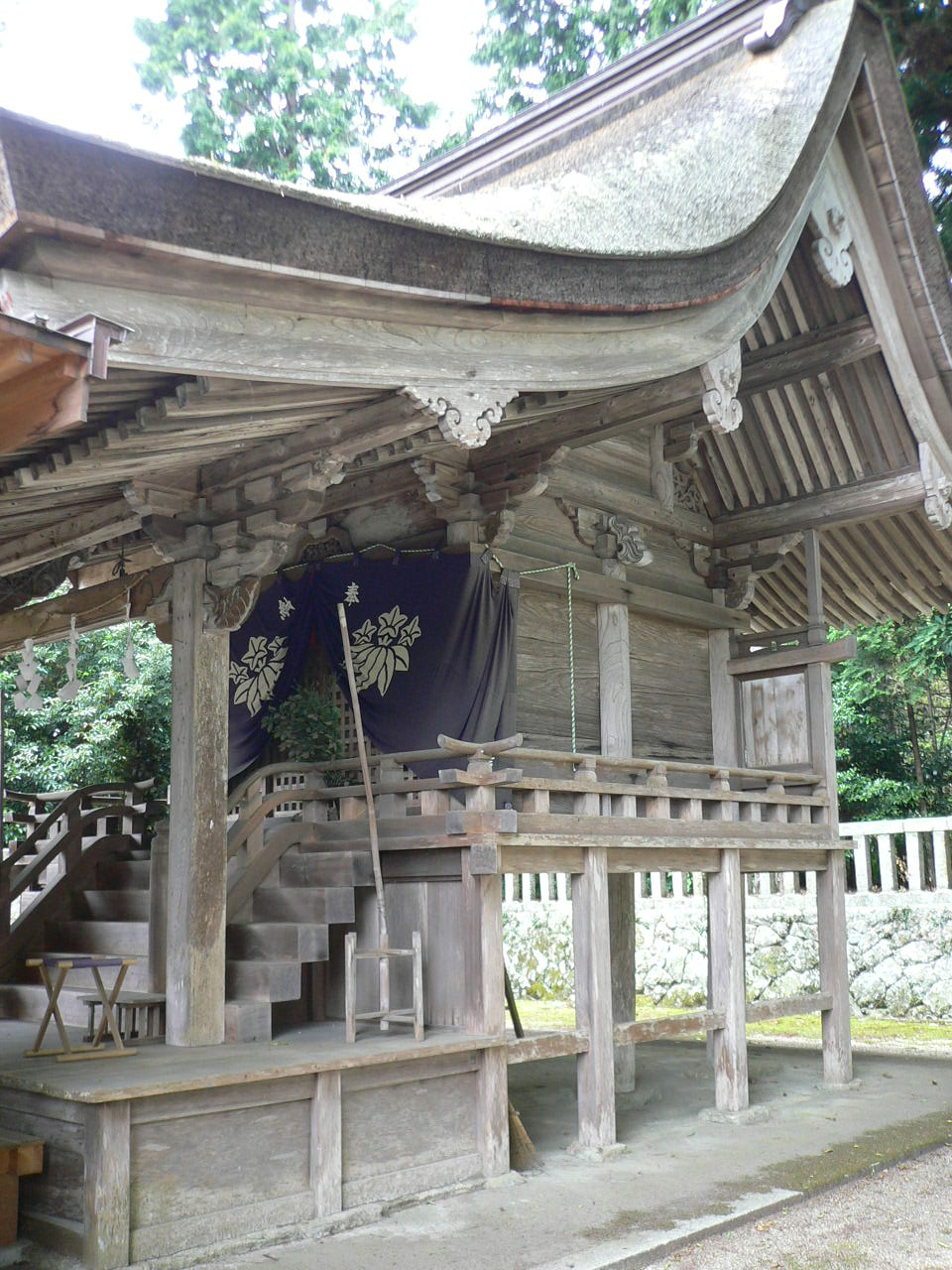
本殿（重要文化財）

高売布神社（たかめふじんじゃ）は、兵庫県三田市にある神社。三田市内唯一の式内小社で、旧社格は旧川辺郡の郷社である。
本殿と木造狛犬は国の重要文化財に指定されている。

## 祭神
下照姫命（高比売神）を主祭神とし、天稚比古命を配祀する。

## 歴史
推古天皇当時の創建と伝えられている。同じ川辺郡の式内社である売布神社の創建と関係があるという説もある。平安時代にはこの地方に広大な荘園をもった源満仲が、当地の総社にしたと伝えられる。満仲がケヤキ（槻の木）を植えたとの伝承がある。
寛永3年（1626年）、麻田藩主青木氏代々の祈願所となった。元文元年（1736年）寺社奉行大岡忠相より地誌編纂を命じられた並河誠所の調査によって当社が式内・高売布神社に比定され、以降は高売布神社と称するようになった。
明治6年（1873年）郷社に列格、明治末に酒井・十倉・田中・川原・布木・末吉各村の神社を統合し、合祀して現在に至る。
いつからか、荷月大明神、槻の宮、斎の宮などと呼ばれ、京都宝鏡寺より寄進された「正一位荷月大明神」の社号額が拝殿に残る。

## 社殿・境内
- 本殿： 一間社流造、檜皮葺で、創建年月は不詳。棟札から永正10年（1513年）の再建。
- 木造狛犬： カヤの一木造りで、永仁5年（1297年）の銘がある。
- 末社： 戎神社、稲荷神社がある。

## 祭事・年中行事
- 千本搗き（せんぼんつき）：10月7日、この一年間に子供が生まれた「初党」と呼ばれる父親たちが「礎場搗唄」を唄いながら例祭で供える餅「ちぎり御供」を作る神事。
- 例祭：10月9日、秋祭りの神前には「ちぎり御供」を供え、「初党」が神輿を担ぐ。

## 文化財

### 重要文化財（国指定）
- 本殿（附 棟札、旧頭貫）
- 木造狛犬 一対

## 所在地・交通
兵庫県三田市酒井字宮の脇50